# Volcán Licancabur
El volcán Licancabur, también denominado volcán Licancábur (en idioma atacameño o kunza, lickan: 'pueblo', 'país'; ckabur, 'montaña'; es decir: 'montaña del pueblo', o 'montaña del país') es un estratovolcán situado en la frontera entre Bolivia y Chile, junto a la laguna Verde. Su última erupción tuvo lugar en el periodo del Holoceno.

## Ubicación
El volcán Licancabur hace frontera entre el departamento de Potosí en Bolivia y la región de Antofagasta en Chile. Debido a su altura (5920 m) y a su cono casi perfecto, es un elemento paisajístico predominante en la cordillera andina de la provincia de El Loa de la citada región chilena. Más de un tercio de la ladera noreste pertenece a Bolivia, desde el pie de la falda, a 4360 m s. n. m., hasta los 5400 m s. n. m.
En territorio chileno, se ubica en el lado norte del paso Portezuelo del Cajón y al noreste del valle de la Luna y del pueblo turístico de San Pedro de Atacama.
Del lado boliviano, se encuentra la reserva nacional de fauna andina Eduardo Abaroa, con lo cual está protegido debido a que en sus faldas se encuentra la laguna Verde que concentra grandes cantidades de flamencos andinos.

## Descripción general
El primer ascenso a este volcán fue en el año 1884 por Severo Titichoca.
El volcán Licancabur es una montaña icónica, por la manera en que domina el horizonte desde San Pedro de Atacama. Es un ascenso sencillo, pero que requiere de aclimatación previa para poder disfrutar.

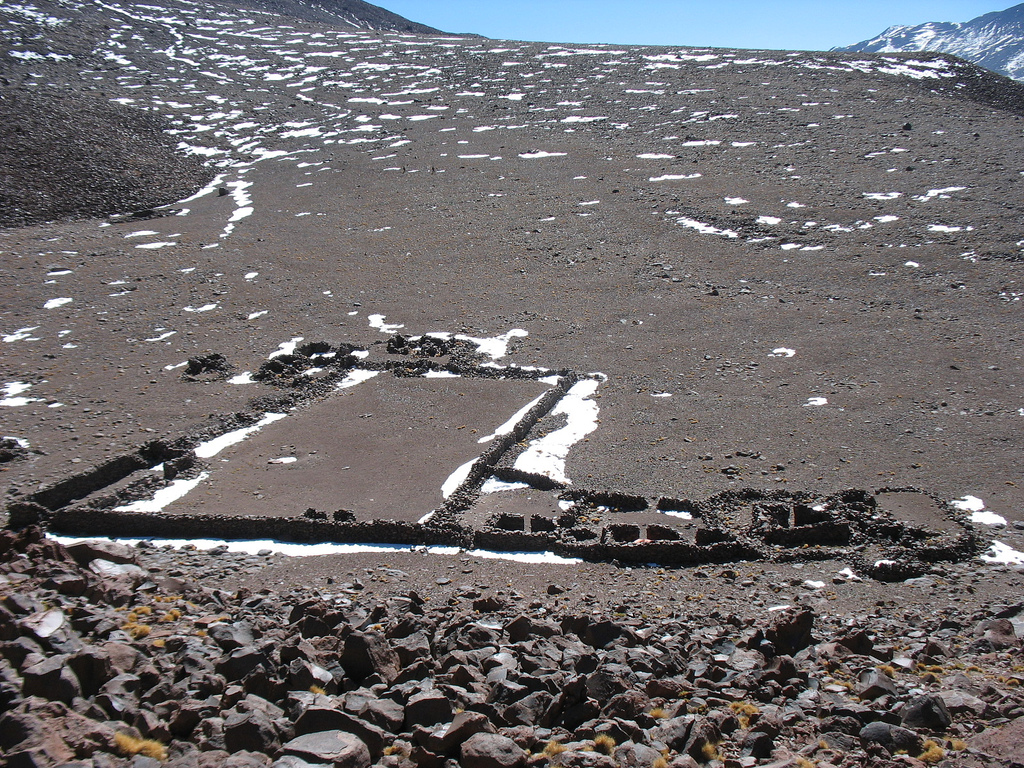
Ruinas Incas a los pies del volcán

El Licancabur, la “montaña del pueblo” de los atacameños o cunzas, era venerado como “Tata Maico Licán”, este perfecto cono de piedra fue uno de aquellos altares sagrados escogidos por esas culturas. Ya en 1886, José Santelices recibió del pastor nativo Severo Titichoca noticia de que en su cumbre había señas de los antiguos. Esto motivó su inmediato ascenso, y de la cumbre recogieron estatuillas y otras reliquias, encontrando además construcciones de piedra, y leña que amontonaron y quemaron en una hoguera para alertar a los lugareños del bajo. Los incas consideraban las montañas lugares sagrados, sobre todo sus cumbres, donde levantaron pircas de cobijo, e hicieron ofrendas; en las grandes alturas de los Andes, y en pleno siglo XV sacrificaban cuyes y llamas, quemaban prendas, dejaban allí vasijas, chicha, maíz, montones de leña y tumbas, “huacas” que albergaban a veces momias con sus ricos ajuares de oro y plata.

## El espíritu del volcán Licancabur
En los tiempos que los incas dominaban el norte y centro de Chile, para calmar los arrebatos del Dios (ahora apagado) se echaron a la espalda piedras recortadas y otros presentes para el espíritu del Licancabur, y comenzaron a trepar los 2400 metros de la llanura, para llegar finalmente a la cima.
Construyeron allí sus pircas, depositaron sus ofrendas, hicieron sus oraciones y descendieron con el alma ligera.
Los descendientes de aquellos indígenas todavía temen y reverencian al espíritu del volcán y las gigantescas pircas existentes en su cumbre.

## Laguna
La laguna que hay en su cráter, de 90 m × 70, con una superficie de 0,5 ha y una profundidad de entre 5 y 6 m, es el quinto lago a mayor altura del mundo. A pesar de las temperaturas de -30 °C en la noche, contiene una variada biomasa que comparte un exclusivo biotopo.

## Galería

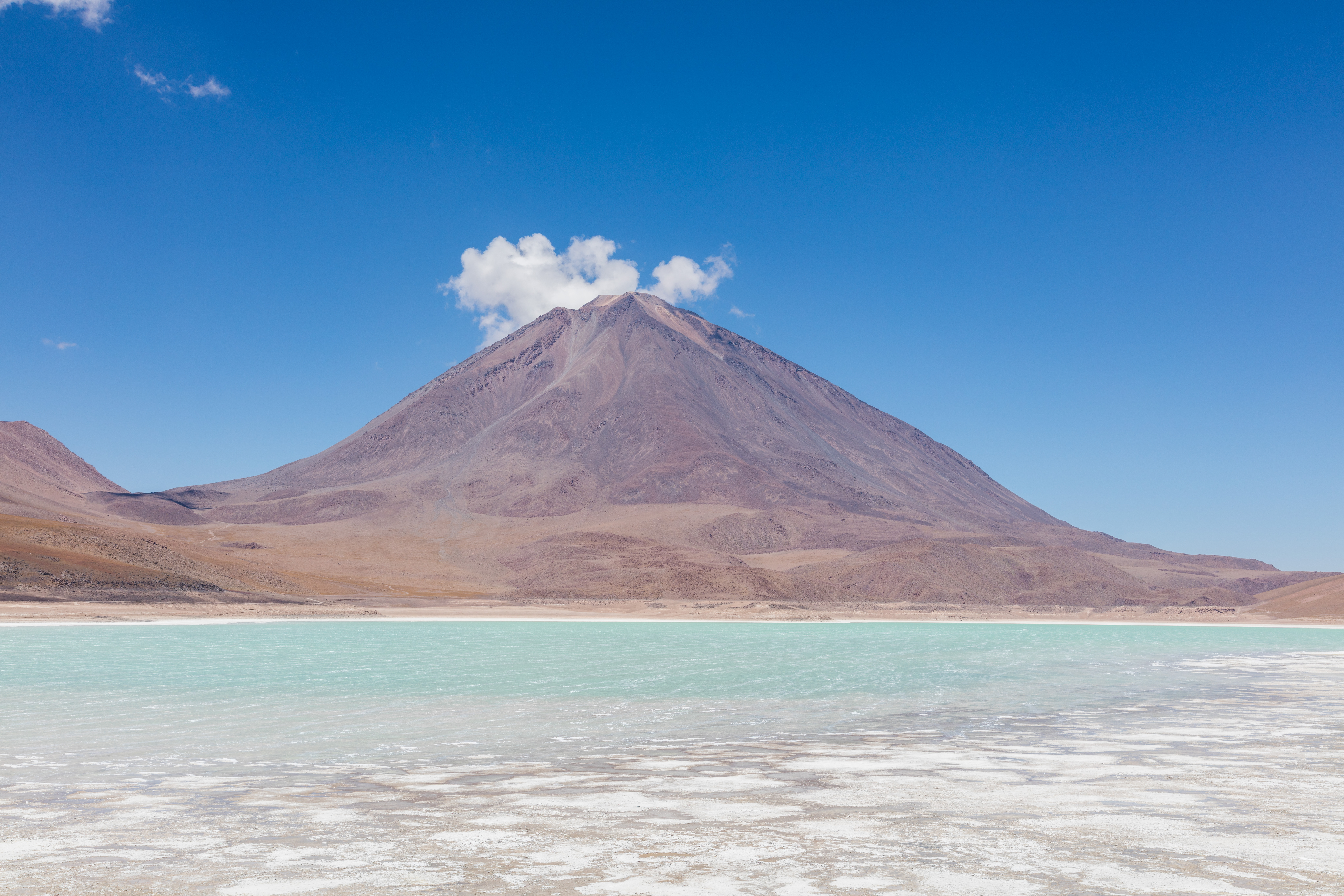
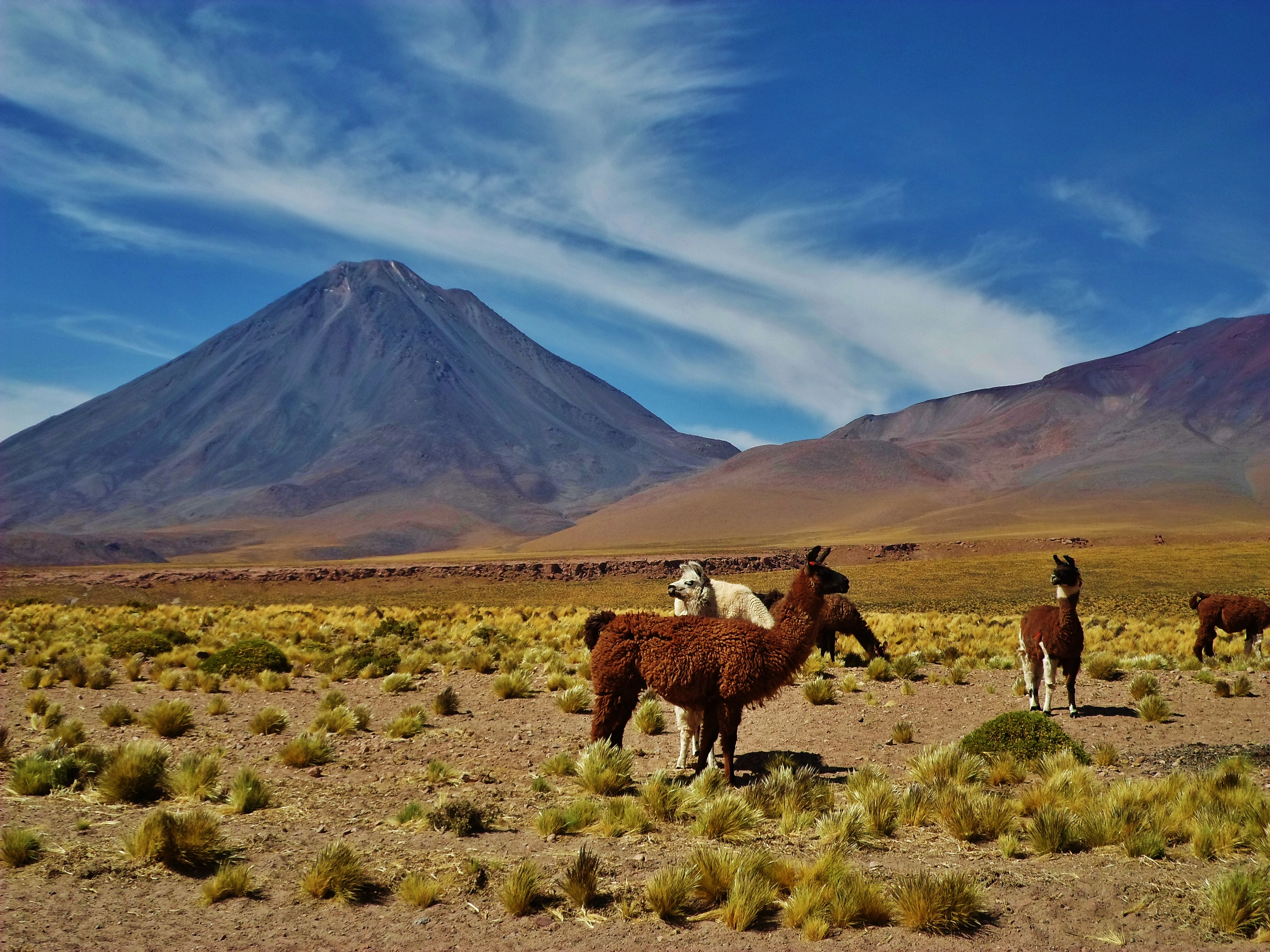
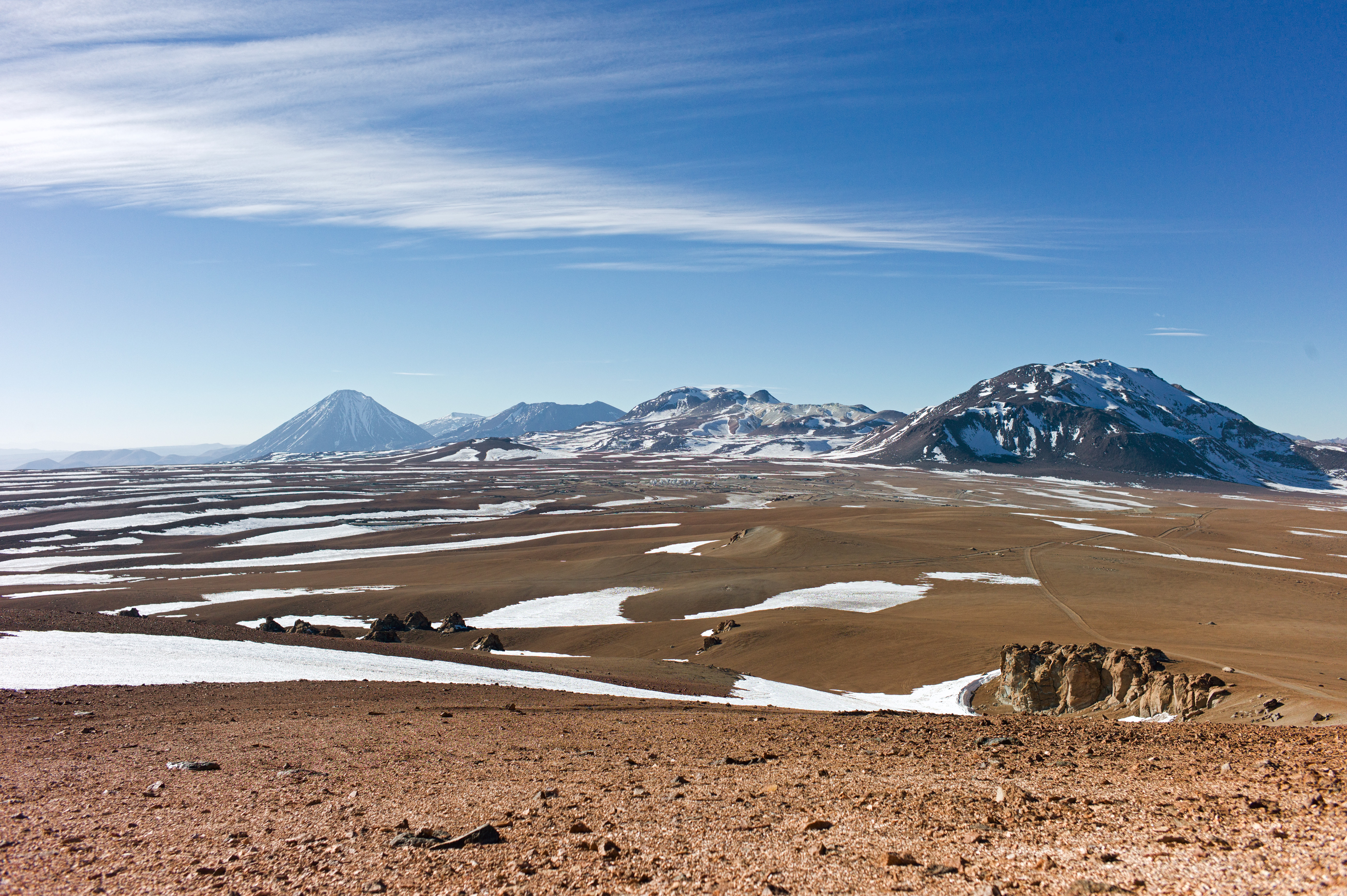
El Licancabur es la montaña de la derecha
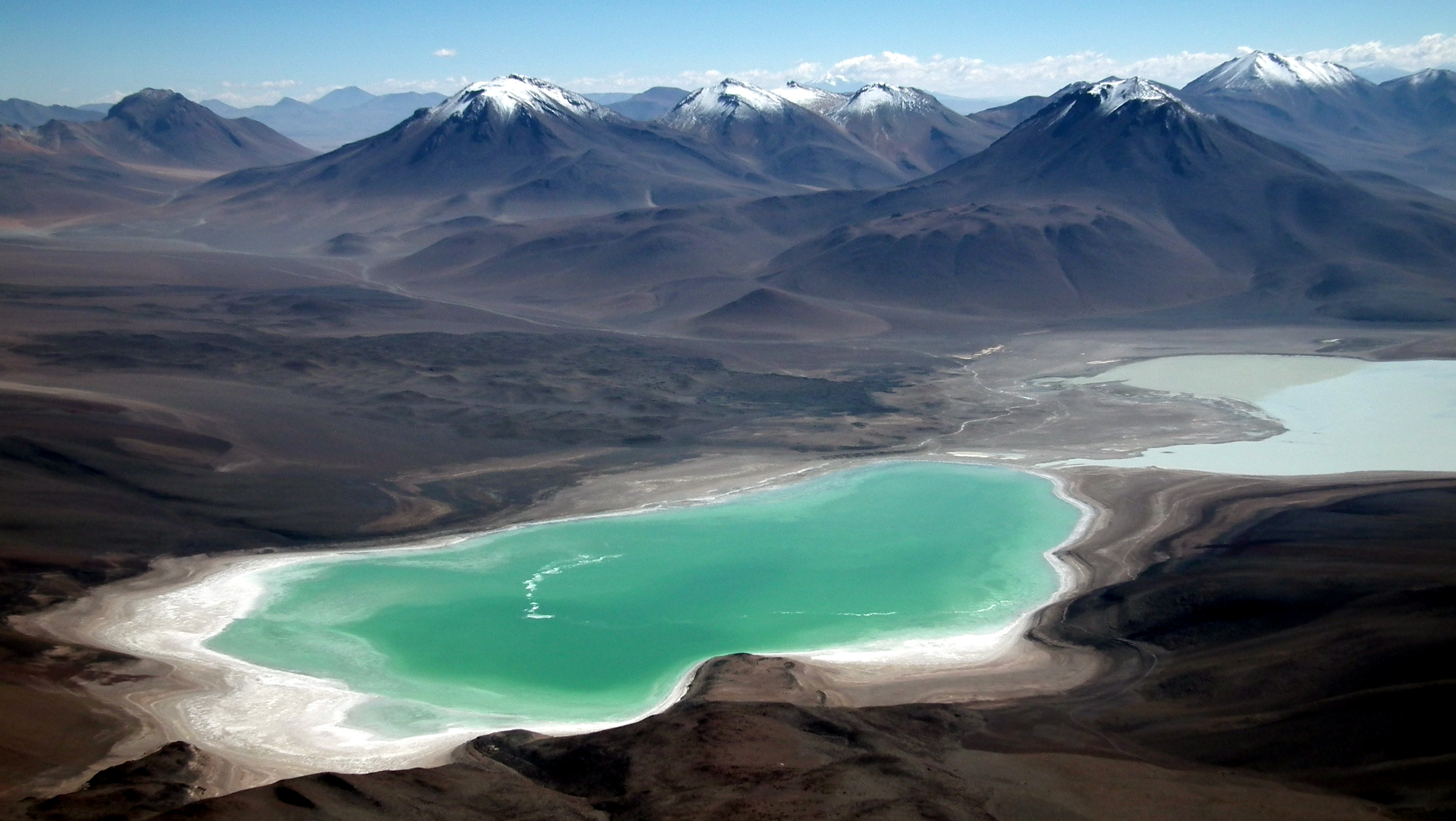
Laguna Verde
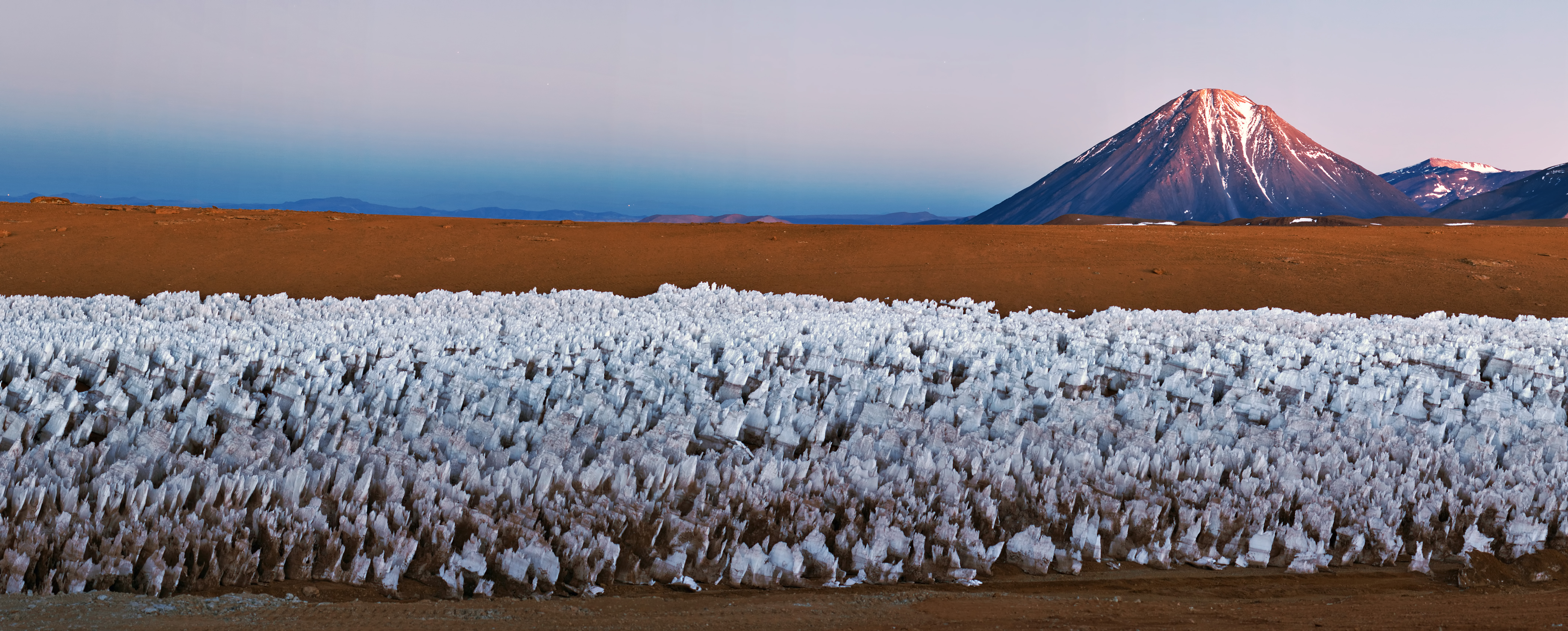
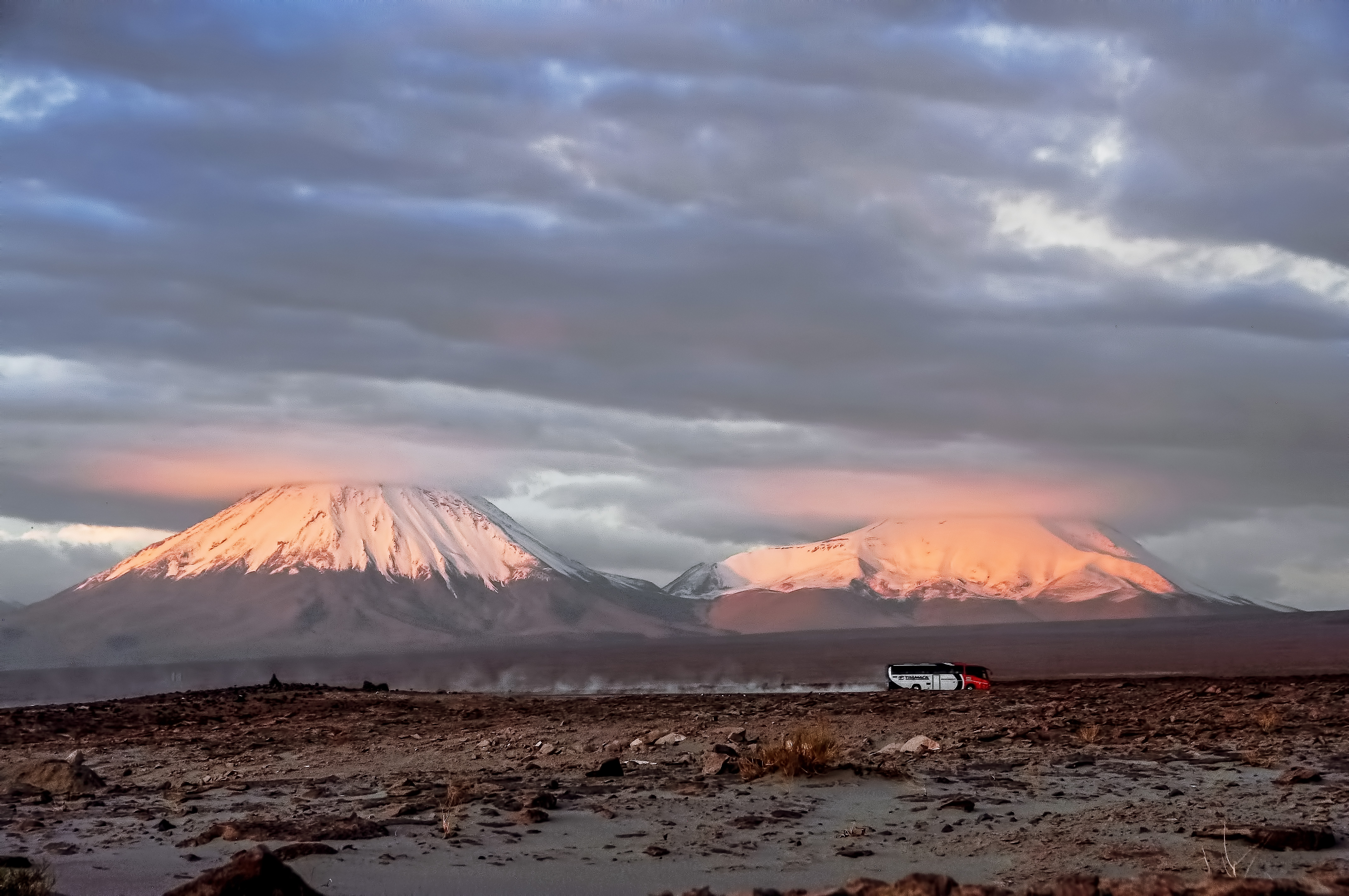